# Râul Derzanul
Râul Derzanul este un curs de apă afluent al râului Sas.